# Иванов, Герасим Иванович
Герасим Иванович Иванов (27 февраля 1905, д. Тюмерево, Цивильский уезд, Казанская губерния, Российская империя — 23 февраля 1939, Москва, СССР) — советский хозяйственный, государственный и партийный деятель. Первый секретарь Чувашского обкома ВКП(б) (1937—1938).

## Биография
Родился 27 февраля 1905 года в деревне Тюмерево Цивильского уезда Казанской губернии Российской империи (ныне деревня в составе Янтиковского района Республики Чувашия), в крестьянской семье. Чуваш. Член РКП(б) с 1925 года.
С 1922 года — на хозяйственной, общественной и политической работе. В 1922—1939 гг. — политпросветорганизатор Тюмеревской волости Чувашской трудовой коммуны, на комсомольской работе в Цивилинском уезде Чувашской АССР, заместитель ответственного секретаря Иберсинского, Чебоксарского районного комитета ВКП(б), пропагандист ЦК ВКП(б) в Чувашской АССР, 1-й секретарь Ядринского районного комитета ВКП(б), 1-й секретарь Чувашского областного комитета ВКП(б).
В 1933–37 заведовал отделом обкома партии. С сентября 1937 – второй секретарь обкома, с ноября 1937  – первый секретарь Чуваш. обкома ВКП(б). Был снят с должности и исключён из партии.
Избирался депутатом Верховного Совета СССР 1-го созыва.
Арестован 27 октября 1938 г. Обвинен в участии в к.-р. националистической организации. Осужден 22 февраля 1939 г. Военной коллегией Верховного суда СССР. Приговорен к расстрелу.
Расстрелян 23 февраля 1939 года в Москве.

## Память
Место захоронения: Москва, Новое Донское кладбище. Реабилитирован 9 апреля 1955 года.